# 源琦
源琦（げんき、延享4年（1747年6月12日）- 寛政9年8月8日（1797年9月27日））は、江戸時代中期の絵師。姓は駒井、本姓は源、名は琦で、駒井源琦と表記されることも多い。字は子韞（しおん）、通称は幸之助。
円山応挙の高弟で、長沢芦雪と共に二哲と評された。芦雪とは対照的に師の画風を最も忠実に継承し、特に清楚な唐美人図で知られる。

## 略伝
京都で根付彫り職人の子として生まれる（ただし、後に帯刀を望んだ時には儒者の門人と届け出ている）。早くから応挙に学んだと推測されるが、いつ頃応挙に師事したかははっきりしない。『萬誌』の明和6年（1769年）以降、応挙と共に「駒井」なる者の名が発見できる。現在確認されている最も初期の作品は明和7年（1770年）作の「後三年合戦絵巻」模本（東京富士美術館、公式サイトに画像解説あり）が知られているが、20代ではこれと「十二類絵巻」の模写作品しか残っていない。
安永4年（1775年）源琦29歳時に出版された『平安人物誌』では、20名載る絵師のうちの一人に選ばれている。同誌に載る応挙弟子は、源きと島田元直と2人だけで、他には応挙、伊藤若冲、池大雅、与謝蕪村、呉春、曾我蕭白らの名が並び、源きが彼らとともに一流の絵師として評価されていたことが解る。天明2年（1782年）の『平安人物誌』でも源きの名が記されているが、住所が「六角室町東ヱ入町」から「四条堺町東入町」に移っている。応挙も当時四条堺町に住んでおり、何らかの理由によって師の近くに引っ越したと考えられるが、翌々年の『京羽二重大全』の住所は「東洞院錦小路上ル」で再び転居している。また、源きは門人なら参加してしかるべき、天明7年（1787年）の大乗寺障壁画制作に加わっていない。他に、『木村蒹葭堂日記』に数回登場しており、両者には交流があった事が読み取れる。
寛政2年（1790年）応挙一門と共に御所造営に参加する。応挙晩年は体力が衰えた応挙の代わりに絵具を溶いたという。源琦の晩年も病気がちで、趣味だった菊の手入れもままならないと嘆く手紙が残っている。円山派の跡取りで応挙の子・円山応瑞の後見人役を望まれ、源きも主家を第一に考えていたが、師を追うように2年後亡くなった。菩提寺は、三条通大宮西入ルにある妙泉寺で、墓石の碑文は皆川淇園の撰。源琦の早過ぎる死が、後の円山派が振るわない一因になったとも言われる。源き以後の家族については過去帳が失われているため定かでない。弟弟子・吉村孝敬の弟子に駒井孝礼という絵師がおり、源きの関係者とも推測できるが、両者の関係について述べた資料はない。

## 作品
今日に伝わる源き作品の大半は、40代以降の作品である。小品が大半で、大作は少ない。画風は応挙に忠実で、応挙との合作や応挙の模写作品も珍しくない。作品の7割近くに年記を入れており、落款も墨画や淡彩の軽い作品を除いて生涯一貫して楷書できっちり書いており、源きの真面目な人柄を現していると言える。

## 代表作
| 作品名                     | 技法         | 形状・員数       | 寸法（縦x横cm）                                            | 所有者                                     | 年代                  | 落款                                                       | 印章                                           | 備考 |
| -------------------------- | ------------ | ---------------- | ---------------------------------------------------------- | ------------------------------------------ | --------------------- | ---------------------------------------------------------- | ---------------------------------------------- | --- |
| 後三年合戦絵巻（写）       | 紙本著色     | 3巻              | 上巻：46.5×x1920.6cm 中巻：46.5x1486.5cm 下巻：46.5x1580.8 | 東京富士美術館                             | 1770年（明和7年）     |                                                            |                                                | |
| 十二類絵巻模本             | 紙本墨画     | 3巻              |                                                            | 神宮徴古館農業館                           | 1774年（安永3年）     |                                                            |                                                | 模写。応挙との共作。詞書は藤貞幹写。 |
| 妖怪絵巻                   | 紙本著色     | 1巻              | 27.5x1135.7                                                | 大英博物館                                 | 1778年（安永7年2月）  | 「安永戊戌中春寫 源琦」                                    | 「子韠」「源琦之印」                           | |
| 華洛四季遊楽図巻           | 絹本著色     | 2巻              | 31.3x507.8                                                 | メトロポリタン美術館バーク・コレクション   | 1778年（安永7年12月） | 上巻：「源琦」 下巻：「安永戊戌暮冬日 源琦寫」             | 共に「源琦之印」白文方印                       | 同名の応挙作品（徳川美術館蔵）の模写。 |
| 赤壁図                     | 紙本淡彩     | 1幅              | 193.04x61.6                                                | ミネアポリス美術館                         | 1779年（安永8年）冬   | 「安永己亥仲冬 源琦」                                      | 「源琦之印」白文方印・「子韞」白文方印         | |
| 人形図                     | 絹本著色     | 双幅             |                                                            | 個人                                       | 1781年（天明元年）    | 「源琦写」                                                 | 「源琦子印」白文方印・「子韞」白文方印         | 現在知られた中で模写でない源きのオリジナル作品として、最も早い作品。森寛斎に同一画題あり。                                                                               |
| 嵐山・栂尾図               | 絹本著色     | 双幅             | 117.1x49.8                                                 | 京都国立博物館                             | 1783年（天明2年）秋   | 嵐山 「源琦＊寫」 栂尾 「天明癸卯晩秋 源琦寫」             | 嵐山「源琦之印」白文方形 栂尾「＊子」 白文方形 | |
| 江口君図                   | 絹本著色     | 1幅              |                                                            | 滋賀県立琵琶湖文化館                       | 1783年（天明3年）     | 「源琦寫」                                                 |                                                | 応挙に類作あり。 |
| 燕姞・楊貴妃図             | 絹本著色     | 双幅             | 109.7x55.7～8                                              | メトロポリタン美術館バーク・コレクション   | 1785年（天明5年）     | 「天明乙巳仲秋 源琦寫」                                    | 「源琦子印」白文方印・「子韞」白文方印         | |
| 雪松図屏風                 | 紙本墨画     | 6曲1双           |                                                            | 心遠館                                     | 1792年（寛政4年）     |                                                            |                                                | 同名の応挙の代表作に倣っている。 |
| 梅花遊禽図                 | 紙本墨画淡彩 | 襖貼付4、壁貼付1 |                                                            | 大乗寺                                     | 1795年（寛政7年）     | 「源琦写」                                                 |                                                | 重要文化財 |
| 松に虎図                   | 絹本著色     | 1幅              |                                                            | ギッター・コレクション（ニューオーリンズ） | 1795年（寛政7年）     | 「寛政乙卯年季秋 源琦寫意」                                | 「源琦子印」白文方印                           | |
| 桜に鴉図                   | 絹本著色     | 1幅              |                                                            | ギッター・コレクション（ニューオーリンズ） | 1795年（寛政7年）     | 「寛政乙卯年暮秋寫 源琦」                                  | 「源琦子印」白文方印                           | |
| 嵐山・清水寺・高雄図       | 絹本著色     | 3幅対            | 各123.1x49.5                                               | ロサンゼルス・カウンティ美術館             | 1796年（寛政8年）     |                                                            |                                                | |
| 鶴亀図屏風（右隻・左隻）   | 紙本淡彩     | 六曲一双         | 166.21x359.57                                              | ミネアポリス美術館                         | 1796年（寛政8年）秋   | 右隻：款記「平安源琦寫」 左隻：款記「寛政丙辰孟秋寫 源琦」 | 共に「源琦之印」白文方印                       | |
| 双龍図押絵貼屏風           | 紙本淡彩     | ニ曲一双         | 113.1x56.4                                                 | 京都府（京都文化博物館管理）               | 1796年（寛政8年）秋   | 右幅：款記「源琦」 左幅：款記「寛政丙辰仲秋寫 源琦」       |                                                | |
| 春秋草花図                 | 紙本著色     | 六曲一双         | 155.5x359（各）                                            | 個人                                       |                       |                                                            |                                                | |
| 四季花鳥図屏風             |              |                  |                                                            | 個人蔵（静岡県立美術館寄託）               |                       |                                                            |                                                | |
| 相国寺観蓮・金閣寺月景図巻 | 紙本墨画     |                  |                                                            | 個人蔵（静岡県立美術館寄託）               |                       |                                                            |                                                | |
| 玄宗楊貴妃弄笛図           | 絹本著色     | 1幅              |                                                            | 逸翁美術館                                 |                       | 「源琦写」                                                 | 「源琦之印」白文方印                           | |
| 楊貴妃図                   | 絹本著色     | 1幅              | 120.8x61.7                                                 | MIHO MUSEUM                                |                       |                                                            |                                                | |
| 釣灯籠を持つ骸骨           | 絹本著色     | 1幅              | 131.2x50.1                                                 | 金性寺（福島）                             |                       | 「衡斎沈銓筆意／源琦筆」                                   |                                                | 怪談噺『牡丹灯籠』に取材。灯籠を持った気取ったポーズの骸骨を描く。款記から沈南蘋の作画に倣ったものだとわかる。類似作に伝葛飾北斎筆「骸骨図」（誓教寺蔵）も知られている。 |

## 参考資料
- 源豊宗監修　佐々木丞平編　『京都画壇の一九世紀 第2巻 文化・文政期』 思文閣出版、1994年 ISBN 4-7842-0838-0
- 『週刊朝日百科　世界の美術129 江戸時代後期の絵画2 円山・四条派と若冲・蕭白』朝日新聞社、1981年
- 木村重圭 「源琦について」『兵庫県立歴史博物館紀要 塵界』第1号、1989年3月、pp.31-64